# Клане в Буча
Клането в Буча са извършени през март 2022 г. поредица от военни престъпления от руски окупационни сили в украинския град Буча Събитията са резултат от битката за Буча, започнала дни след началото на руската инвазия в Украйна. Украинските власти съобщават, че над 300 жители на града са убити. В следващите седмици броят нараства.
Руските власти категорично отхвърлят обвиненията и от своя страна твърдят, че разпространената информация, снимки и видеа са провокация и инсценировка, организирана от украинската страна. Тези твърдения са опровергани от извършени от Белингкат, Би Би Си, Ню Йорк Таймс, Дойче веле и Свободна Европа проверки на действителните факти.

## Контекст
Като част от инвазията в Украйна през 2022 г. въоръжените сили на Руската федерация нахлуват в страната през южните граници на Беларус и се насочват към Киев заедно с огромна колона от военна техника. Те влизат в Буча на 27 февруари, с което градът става един от първите райони в покрайнините на Киев, където руските сили се позиционират. За разлика от някои от останалите кметове на населени места в сходна ситуация, които са отвлечени, кметът на Буча остава на поста си по време на окупацията.
В края на март, преди отстъплението на Русия от Киев, главният прокурор на Украйна Ирина Венедиктова заявява, че украинските прокурори са събрали доказателства за 2500 предполагаеми случаи на военни престъпления при руската инвазия през 2022 г. и са идентифицирали „няколкостотин заподозрени“.
Като част от общото отстъпление на руските сили на север от Киев и във връзка с атаките срещу руски формирования от украинските военни, руските войски в района на Буча се оттеглят на север. Украинските сили влизат в града на 1 април.

## Документирани случаи
Първите видеозаписи след оттеглянето на Русия, показващи масови цивилни жертви, са публикувани в социално-медийните платформи на 2 април. Според кмета на Буча Анатолий Федорук сред телата, открити в региона, има тела и на „стотици руски войници“. Впоследствие се появяват допълнителни доказателства за военни престъпления, извършени от руските сили по време на окупацията им в региона. Според изданията The Times и The Washington Post осемнадесет осакатени тела на убити мъже, жени и деца са открити в мазе. Кадри, публикувани от украинската армия, показват помещение за изтезания, намиращо се в мазе, където са намерени тела с отрязани уши и извадени зъби. По пътя са оставени трупове на други убити цивилни.
Жителите и кметът на града казват, че жертвите са били убити от руски войски, докато изпълняват обичайните си ежедневни дейности. Журналистите, които влизат в града след оттеглянето на руските военни, откриват телата на над дузина хора в цивилни дрехи. Изданията CNN, BBC и „Агениция Франс Прес“ публикуват документални видеоматериали, които показват множеството мъртви тела на цивилни по улиците и дворовете в Буча, някои от които с вързани ръце или крака.
Много от оцелелите са се укривали от окупаторите в мазета, като някои от тях са били лишени от светлина или електричество в продължение на седмици, използвайки свещи за подгряване на вода и за готвене. Те излизали от скривалищата си едва след като се уверят, че руските войски са напуснали града, приветствайки пристигащите украински войски.
Кметът на Буча Анатолий Федорук казва, че най-малко 280 души от града е трябвало бъдат погребани в масови гробове. Местни жители погребват 57 тела в друг масов гроб.
Налице са доказателствата, че руските военни са отделяли украински цивилни мъже и са ги убивали по организиран начин. На 2 април репортер на „Агенция Франс Прес“ съобщава, че е видял най-малко двадесет тела на цивилни, лежащи по улиците на Буча, като две от телата са със вързани ръце, което предполага изпълнението на незабавна екзекуция без съд и присъда. Федорук твърди, че всички тези хора са били простреляни в тила. Говорител на Human Rights Watch заявява, че организацията е документирала най-малко един „безспорен случай“ на такава екзекуция от руски войници на 4 март. Отново на 4 март руските сили убиват трима невъоръжени украински цивилни в кола.
Британското издание The Guardian цитира разкази на очевидци, според които руските сили са използвали украински деца като жив щит, поставяйки ги в превозните си средства, докато се движат през града. Около 7:15 часа сутринта на 5 март автомобилите, с които две семейства се опитват да избягат, са забелязани от руски войници, докато завиват по улица „Чкалова“. Руските сили откриват огън по колите, убивайки мъж във втората кола. Предната кола е ударена от картечен огън, при което загиват моментално две деца и майка им.
След оттеглянето на руските сили жители на Буча разговарят с Human Rights Watch, описвайки отношението към хората в града по време на окупацията. Те разказват как руски войници ходели от врата на врата, разпитвали хората, унищожавали имуществото им и си присвоявали дрехите им. При опитите им да излязат от домовете си, за да потърсят храна и вода, цивилните били обстрелвани и им било заповядвано да се върнат по домовете си въпреки тежките битови условия поради разрушаването на местната инфраструктура. Руски въоръжени автомобили произволно обстрелвали сгради в града, а руските войски отказвали медицинска помощ на ранените цивилни. Изкопан е масов гроб за местни жертви, а войските извършвали своеволни екзекуции.
Сателитни снимки на компанията за космически технологии Maxar Technologies, която заснема и публикува сателитни изображения на Украйна, свидетелстват, че разкопките за масов гроб в югозападната част на района близо до храма „Свети апостол Андрей Първозвани“ са били видими още на 10 март. Към 31 март гробното място вече е с дължина около 14 метра. Други изображения, предоставени от Maxar Technologies на New York Times, показват, че редица мъртви тела са били на улицата в Буча от 11 март – по времето на руската окупация в града. Сателитните снимки свидетелстват, че телата са лежали в Буча в продължение на седмици, въпреки руските твърдения, че те са се появили след оттеглянето на руските сили.

## Разследвания

### Национално ниво
Националната полиция на Украйна започва разследване на събитията в Буча, чиято територия се третира като сцена на извършено престъпление.
На 15 април регионалният прокурор на Буча информира Human Rights Watch, че след изтеглянето на руските сили в града са открити 278 тела, по-голямата част от които са цивилни, и че се очаква броят им да нараства. Броят на намерените към тази дата тела в района на Буча, чието население преди войната е от порядъка на 360 000 души (десетократно по-голям от този на Буча), надхвърля 600. Въпреки обявяването им в публикация на Human Rights Watch от 21 април, данните не са проверени и потвърдени от организацията за защита на човешките права. Към 19 април по улиците, в сградите и масовите гробове на града са открити 412 тела, съобщава кметът на Буча Анатолий Федорук.
На 2 май главният прокурор на Украйна Ирина Венедиктова обявява, че властите са идентифицирали първия заподозрян измежду извършителите на клането на цивилни в Буча. Според разследването през март 2022 г., докато е в град Буча, заподозреният – командир на руската Национална гвардия, е малтретирал цивилни лица, които не са участвали във военни действия и не са имали оръжие. Заедно с други руски военнослужещи той убива четирима цивилни невъоръжени мъже на 18 март. Телата им са открити с вързани на гърба ръце и следи от изтезания. От местната полиция и прокуратурата са установили, че заподозреният е измъчвал и друг цивилен на 29 март.

### Международно ниво
Украинското външно министерство отправя искане към мисиите на Международния наказателен съд в Украйна за изпращането на следователи в Буча и други освободени райони на Киевска област. Външният министър Дмитро Кулеба призовава и други международни групи да събират доказателства.
На 7 април Службата за външно разузнаване на Германия съобщава, че е прихванала радиокомуникации, в които руски войници обсъждат извършването на безразборни убийства в Украйна. Според служител на разузнаването, запознат с констатациите, пожелал анонимност, за да говори за случая, в две отделни съобщения руски войници описват как са разпитвали украински войници, както и цивилни, и след това са ги застреляли. Германското списание Der Spiegel първо съобщава за констатациите на разузнаването, които след това са потвърдени от трима души, запознати с информацията. Според един от тях радиосъобщенията може да дадат по-добра представа за предполагаеми зверства и в други градове на север от Киев, окупирани от руските сили.
Руските сили „трябва да бъдат изправени пред правосъдието за поредица от военни престъпления“, извършени в региона северозападно от Киев, оповестява международната организация за защита на правата на човека Amnesty International на 6 май на брифинг в украинската столица. Изявлението е предшествано от 12-дневно разследване, проведено в страната. Докладът по него е достъпен свободно в сайта на организацията. Делегация на Amnesty разговаря с оцелели, семейства на жертви и висши украински служители, а разследването ѝ е базирано на десетки интервюта и обширен преглед на веществени доказателства. Документирани са незаконни въздушни удари по Бородянка и незабавни извънсъдебни екзекуции в други населени места, включително Буча, Андриивка, Здвиговка и Ворзел, информира Генералният секретар на Amnesty International Агнес Каламар. В Буча и няколко други градове и села, разположени северозападно от Киев, са установени „22 случая на незаконни убийства от руски сили, повечето от които са очевидни извънсъдебни екзекуции“.

## Последици
Дейвид Дерош – професор в Университета за национална отбрана на САЩ във Вашингтон, е сред експертите, които изтъкват, че умишленото убийство на цивилни, като в този случай, се счита за военно престъпление.
В интервю за Bild кметът на Киев Виталий Кличко заявява, че случилото се в Буча и в други предградия на Киев „може да бъде описано само като геноцид“ и обвинява руския президент Владимир Путин във военни престъпления.
В официалния канал в Телеграм на руското министерство на отбраната е публикуван репортаж, в който се отрича, че цивилни граждани са били мишена на руските сили по време на битката, и се твърди, че доказателствата за зверствата на руската армия са изфабрикувани. Министерството разпространява дезинформация, като съобщава, че при анализа на конкретен видеозапис, на който се виждат убитите цивилни граждани в Буча, е установено, че телата като че ли не са неподвижни. Това твърдение е разследвано от московския отдел на Би Би Си, който заключава, че няма доказателства, че видеото е инсценирано.  На 4 март BBC News публикува обстоен материал, който представя заключенията от проверката на факти, извършена от Reality Check и BBC Monitoring във връзка с твърденията на Русия за фалшифициране на свидетелства. Всички твърдения са отхвърлени като несъстоятелни.

### Международни реакции
- Европейски съюз
  - Председателят на Съвета на ЕС Шарл Мишел казва, че е шокиран от изображенията на зверствата, извършени от руската армия в Киев и от името на ЕС поема ангажимент да помогне на Украйна и на правозащитните групи при събирането на доказателства за използването им в международните съдилища.[48]
  - „Ужасена съм от свидетелствата за неописуеми ужаси в области, от които Русия се изтегля. Спешно е необходимо независимо разследване. Извършителите на военни престъпления ще бъдат подведени под отговорност“, заявява председателят на Европейската комисия Урсула фон дер Лайен.[49]
  - Роберта Мецола, председател на Европейския парламент, също заклеймява нехуманните действия на руските окупатори в Украйна с думите: „Ужасена съм от зверствата на руската армия в Буча и други освободени райони. Това е жестоката реалност за военните престъпления на Путин. Светът трябва да е наясно какво се случва. Трябва да се наложат по-строги санкции. Извършителите и техните командири трябва да бъдат изправени пред съда.“[50]
  - Жозеп Борел, върховен представител на Съюза по въпросите на външните работи и политиката на сигурност, поздравява Украйна за освобождението на по-голямата част от Киевска област и казва: „Шокиран съм от новините за зверствата, извършени от руските сили. ЕС помага на Украйна при документирането на военни престъпления. Всички дела трябва да бъдат преследвани, по-конкретно от Международния съд. ЕС ще продължи да оказва силна подкрепа за Украйна. Слава Україні!“[51]
- НАТО
  - Генералният секретар на НАТО Йенс Столтенберг казва в интервю за CNN: „Ужасяващо е и е абсолютно неприемливо цивилните да бъдат превръщани в мишена и убивани“.[52]
- ООН
  - Генералният секретар на ООН Антонио Гутериш заявява: „Дълбоко съм шокиран от изображенията на убити цивилни в Буча, Украйна. От първостепенно значение е независимо разследване да доведе до ефективна отговорност“.[53]